# Исаев, Али Исаевич
Али Исаевич Исаев  (18 декабря 1983 года, Махачкала, Дагестанская АССР, СССР) — российский и азербайджанский борец вольного стиля. За 9 боев в карьере ни разу не проиграл. Чемпион Европы, призёр чемпионата Европы. Участник Олимпиады-2008.
Чемпион PFL в тяжелом весе..

## Биография
Родился в Махачкале. По национальности даргинец. Родом из с. Мекеги, Левашинского района, Дагестана. 
1 января 2020 года Али Исаев выиграл чемпионство в тяжелом весе промоушена PFL победив американского бойца Джареда Рошолта в финальном бою за титул.